# Hasekura Tsunenaga
Hasekura Rokuemon Tsunenaga (支倉六右衛門常長?   1571-7 de agosto de 1622), bautizado en España como Felipe Francisco de Fachicura, fue un samurái japonés que prestó servicios al daimio de Sendai, Date Masamune y al taiko Toyotomi Hideyoshi en las  invasiones japonesas de Corea entre 1592 y 1598.

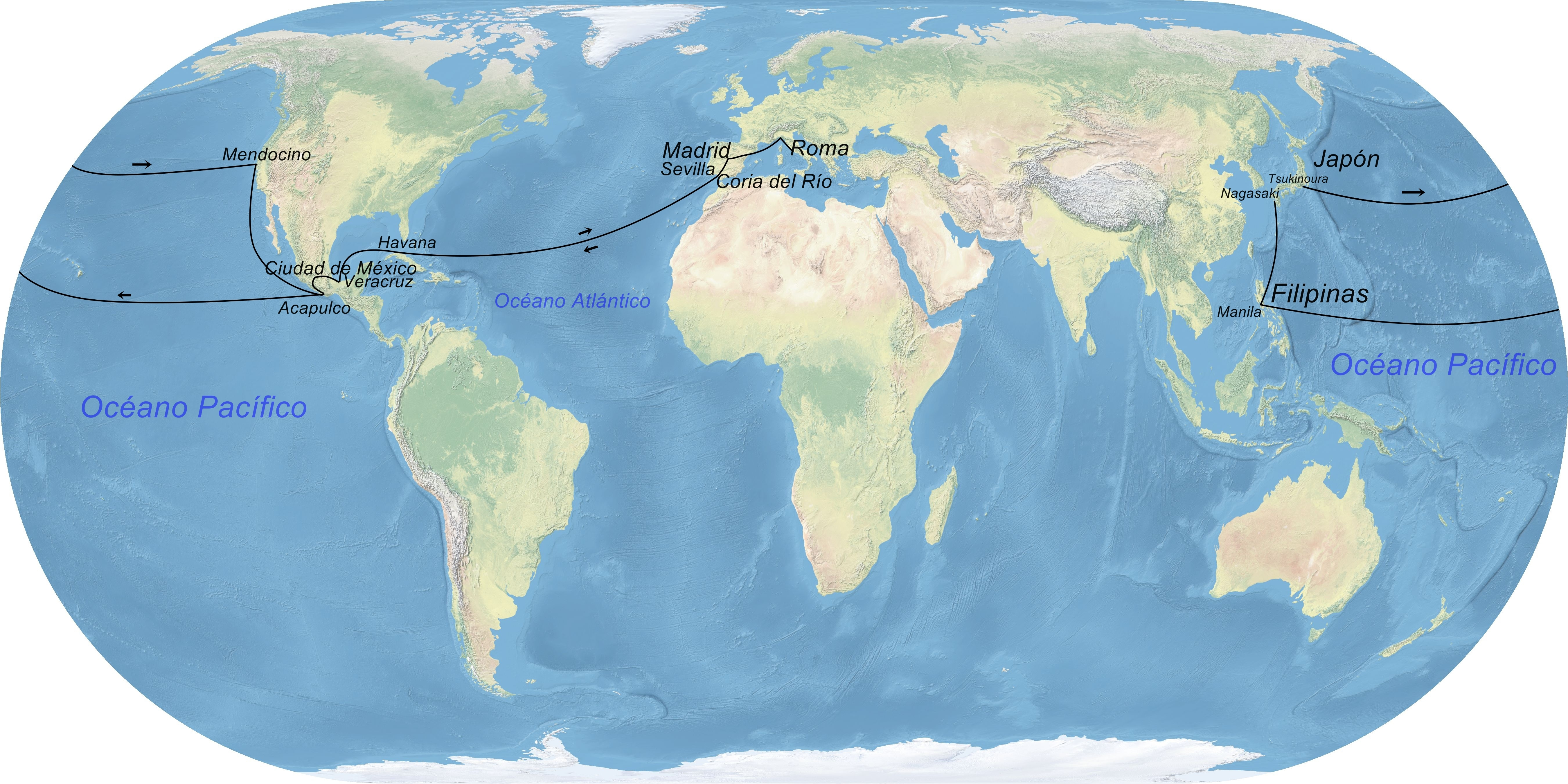
Recorrido de la Embajada Keichō.

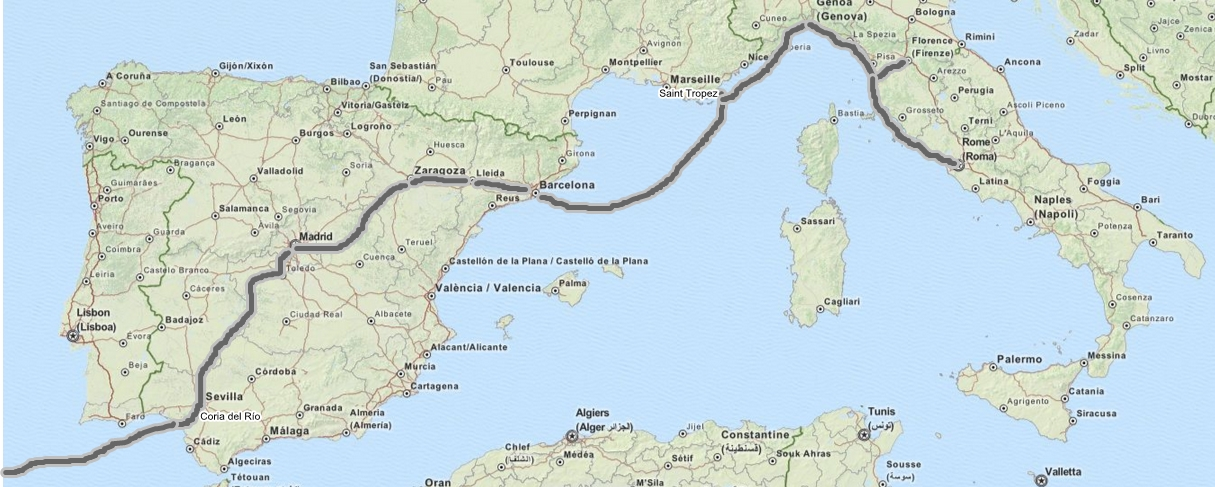
Embajada Keichō, en el siglo XVII. La ida y la vuelta fueron muy similares, pero a la vuelta no se hizo escala en lugares como Saint Tropez.

Entre los años 1613 y 1620, Hasekura encabezó una misión diplomática a España, potencia hegemónica, y a la Santa Sede en Roma. La ruta hacia España era a través del Pacífico, recalando en el virreinato de Nueva España (llegó a Acapulco y partió desde Veracruz) y de ahí recorriendo el Caribe y el Atlántico, para remontar el Guadalquivir hasta Coria del Río y, una vez allí, seguir una ruta terrestre por España que le llevó por Sevilla, Madrid y Barcelona. En Barcelona embarcaría para recorrer el Mediterráneo rumbo a Italia, haciendo escala en un puerto del sur de Francia, para finalmente recorrer la costa italiana hasta Roma.
Esta misión histórica recibe el nombre de Embajada Keichō (慶長使節 Keichō Shisetsu?) y había sido precedida unas décadas antes por la Embajada Tenshō (天正使節 Tenshō Shisetsu?) de 1582. 
En el viaje de regreso Hasekura y sus acompañantes atravesaron de nuevo la Nueva España en 1619 y navegaron desde Acapulco a Manila y luego hacia el norte en dirección a Japón. Se considera a Hasekura el primer embajador japonés entre América y Europa.
Aunque la embajada de Hasekura fue recibida cordialmente, se produjo en una época en la que en Japón se estaba reprimiendo el cristianismo, razón por la cual el que entonces era el monarca más poderoso del mundo, el rey Felipe III de España, se negó a sellar los acuerdos comerciales que buscaban los japoneses. Hasekura regresó a su patria en 1620 y murió un año después de enfermedad tras haber completado una expedición pionera que no logró grandes resultados para un Japón cada vez más aislacionista. La siguiente embajada oficial japonesa a Europa no se produjo hasta dos siglos y medio después, en 1862.

## Primeros años
De la juventud de Hasekura se tiene poca información. Era hijo de Yamaguchi Tsuneshige (山口常成), teniendo vínculos de consanguinidad con el Emperador Kanmu; y nació bajo el nombre de Yoichi (與市), en Okitama, actualmente Yonezawa, situada en la prefectura de Yamagata. En el Japón feudal era común entre la nobleza que el nombre de adulto difiriera del nombre de nacimiento, por lo que adquirió el nombre de Rokuemon Nagatsune (六右衛門長経). En su niñez, se convirtió en el hijo adoptivo del samurái Hasekura Tokisama (支倉時正), del que tomó a posteriori su apellido Hasekura; y a los 7 años se mudó a Shibata (actualmente Kawasaki, prefectura de Miyagi), donde residió durante toda su juventud en un castillo construido por su abuelo Hasekura Tsunemasa (支倉常正) en el Castillo de Kamitate (上楯城), ubicado en los aledaños de la villa Hasekura (支倉村) y actual distrito de Kawasaki, de donde viene su apellido. Con el nacimiento de su hermanastro Hasekura Hisanari (支倉久成), Date Masamune compensó a la familia con 1200 koku (cantidad de arroz indicador de riqueza), reducido más tarde a 600 koku.
En 1590, se le conoce su papel en el alzamiento de Kasai-Ōsaki, una rebelión causada por la injusta repartición de tierras del norte de Japón entre dos clanes.
Prestó servicios al taiko Toyotomi Hideyoshi en las invasiones japonesas de Corea, sirviendo como ashigaru o soldado raso y capitán de los arcabuceros, destacando como un excelente militar; algo que Masamune habría tomado en consideración a la hora de escogerlo como embajador, además de tener experiencia en la navegación por su expedición a Corea, separado de Japón por una distancia aproximada de 110 millas entre sus costas más próximas.
Su padre biológico Yamaguchi fue acusado de corrupción y condenado a muerte, y en teoría también debería haber estado su hijo Hasekura. Sin embargo, Masamune le perdonó su vida ofreciéndole la labor de embajador y devolviéndole sus terrenos confiscados.

## El acercamiento español
Los españoles comenzaron los viajes a través del océano Pacífico entre Nueva España (actual México) y China, a través de su base territorial en Filipinas, siguiendo los viajes de Andrés de Urdaneta en el siglo XVI. Manila se convertiría en la base principal de la región asiática en 1571.
España estableció contactos con Japón, por un interés comercial con esa nación tan poblada y también en razón a que las naves españolas naufragaban periódicamente en las costas japonesas a causa del mal tiempo local. Los españoles además deseaban expandir la fe cristiana en Japón, pero los portugueses y los neerlandeses querían hacerse con el comercio japonés, dejando fuera a los españoles; sin embargo, se encontraron con una gran resistencia por parte de los jesuitas, que empezaron la evangelización del país en 1549.
En 1609, el galeón español San Francisco naufragó, debido a una tormenta, en la costa japonesa de Chiba, cerca de Tokio, mientras navegaba de Manila a Acapulco. Los marinos fueron rescatados y atendidos, y el capitán de la nave, Rodrigo de Vivero y Aberrucia, se reunió con Tokugawa Ieyasu. El 29 de noviembre del mismo año se firmó un tratado, en el que se autorizaba a los españoles a establecer una fábrica al estilo europeo en el este de Japón, podrían trasladar a especialistas en minería desde Nueva España, se permitiría a las naves españolas visitar Japón en caso de necesidad y se enviaría una misión diplomática japonesa a la Corte española.

## El proyecto de la misión

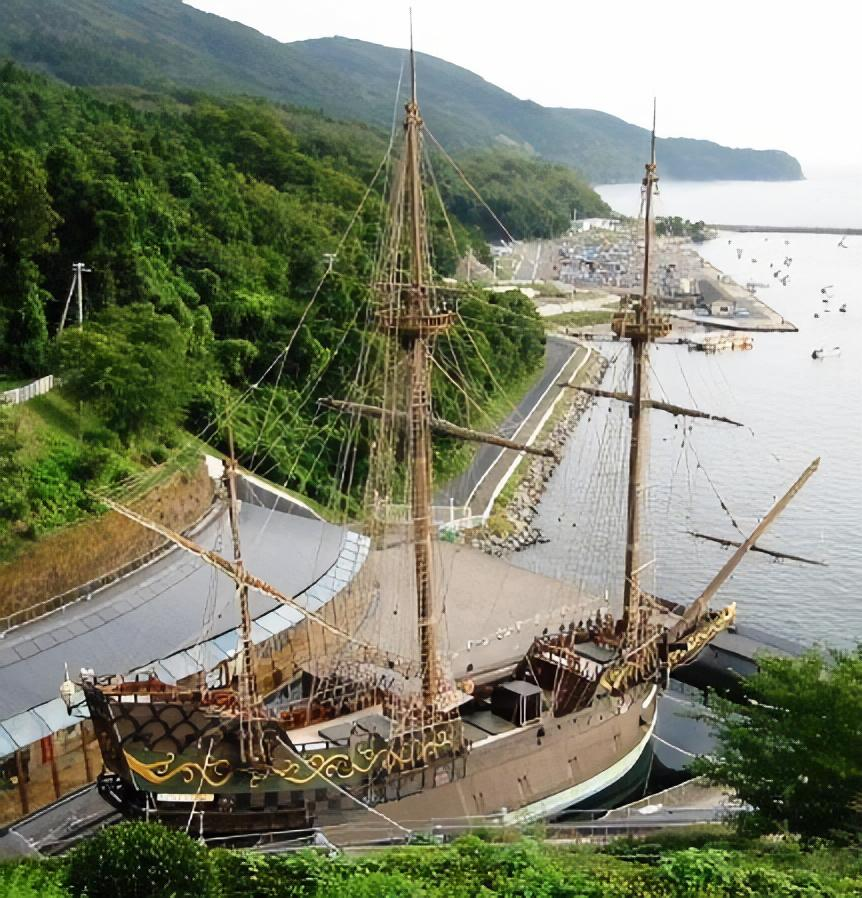
Réplica del galeón San Juan Bautista.

Un fraile franciscano llamado Luis Sotelo, que realizaba conversiones religiosas en el área de Tokio, convenció al shōgun para que fuera enviado como embajador a Nueva España. Sotelo viajó con los marinos españoles del San Francisco y 22 japoneses a bordo del San Buena Ventura, un barco hecho por el aventurero inglés William Adams para el shōgun. En Nueva España, Sotelo conversó con el Virrey Luis de Velasco, quien aceptó enviar un embajador a Japón en la persona del famoso explorador Sebastián Vizcaíno, con la misión anexa de reconocer las Islas del Oro y de la Plata que, según se creía, estaban al este de las islas japonesas.
Vizcaíno llegó a Japón en 1611 y tuvo varios encuentros con el Shōgun y con los señores feudales. Estos contactos fueron empañados por el desconocimiento y poco respeto que mostró Vizcaíno hacia las estrictas costumbres japonesas, además de la fuerte resistencia de este pueblo contra las conversiones católicas y de las intrigas de los holandeses en torno a las ambiciones españolas. Vizcaíno finalmente partió en busca de la Isla de la Plata. Sin embargo, debió interrumpir su tarea por causa del mal tiempo, que lo forzó a regresar a Japón con severos daños.
El Shōgun decidió construir un galeón en Japón para permitir el regreso de Vizcaíno a Nueva España junto con una misión japonesa. El daimyō de Sendai, Date Masamune, se encargó del proyecto. Llamó a uno de sus servidores, Hasekura Tsunenaga, a liderar la misión. El galeón, llamado Date Maru por los japoneses y, posteriormente, San Juan Bautista por los españoles, tomó 45 días en ser construido, y contó con la participación de expertos técnicos del Bakufu, 800 constructores navales, 700 herreros y 3000 carpinteros.

## Viaje por el Pacífico
Después de terminado, el galeón partió el 28 de octubre de 1613  hacia Acapulco, Nueva España, con 180 personas a bordo, incluyendo diez samuráis del shōgun (enviados por el ministro de la Marina, Mukai Shōgen), doce samuráis de Sendai, 120 comerciantes, marinos y sirvientes japoneses y alrededor de cuarenta españoles y portugueses.
El galeón arribó a Acapulco el 25 de enero de 1614 después de tres meses en el océano, y fue recibido con una gran ceremonia. La misión diplomática permaneció un tiempo en Nueva España, y luego fueron a Veracruz para embarcar el 10 de junio del mismo año en la nave San José de la flota de Antonio de Oquendo. Hasekura dejó gran parte de la misión japonesa en Acapulco para aguardar el regreso de la misión.

## Viaje a Europa

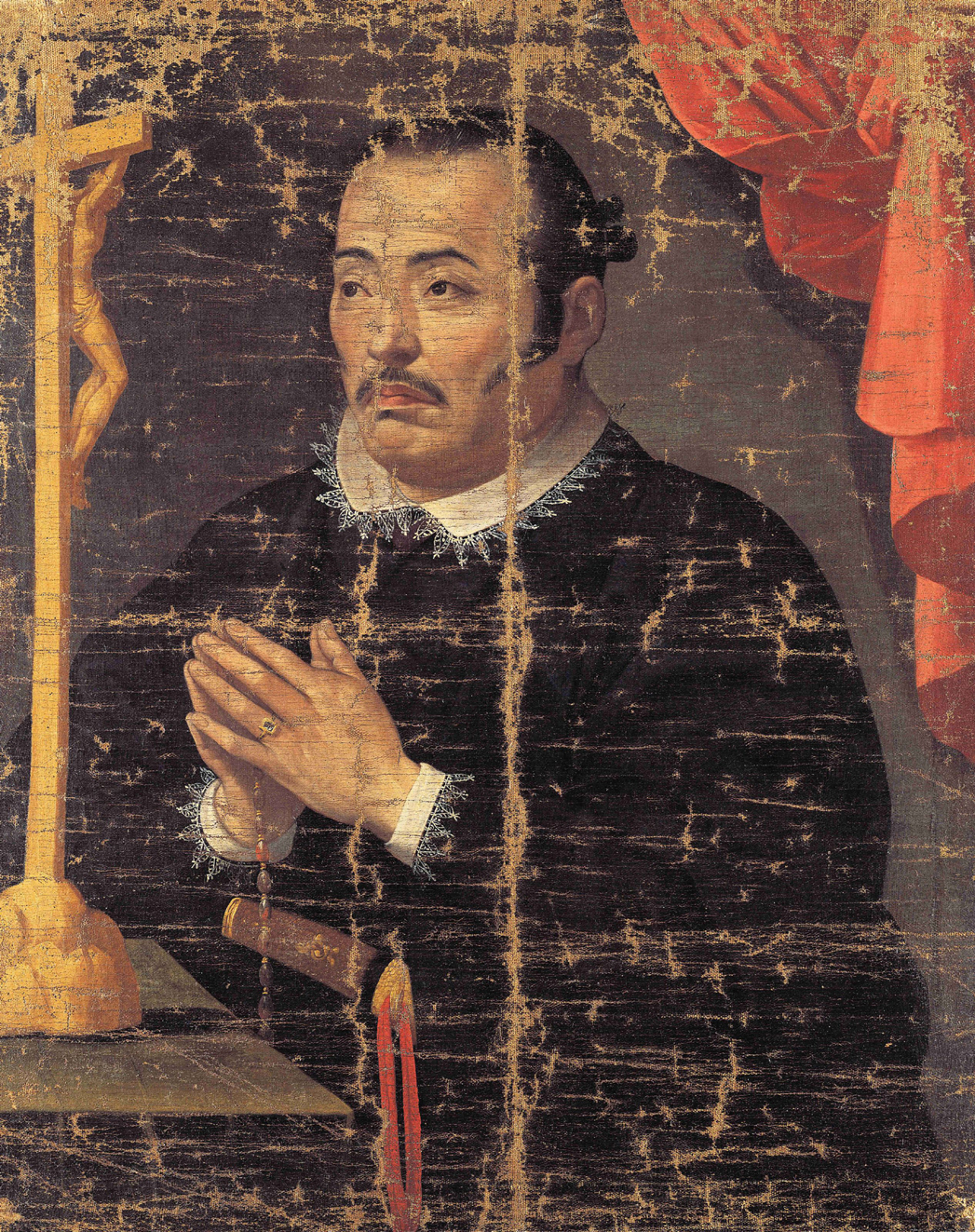
Hasekura orando, tras su conversión al cristianismo en Madrid en 1615.

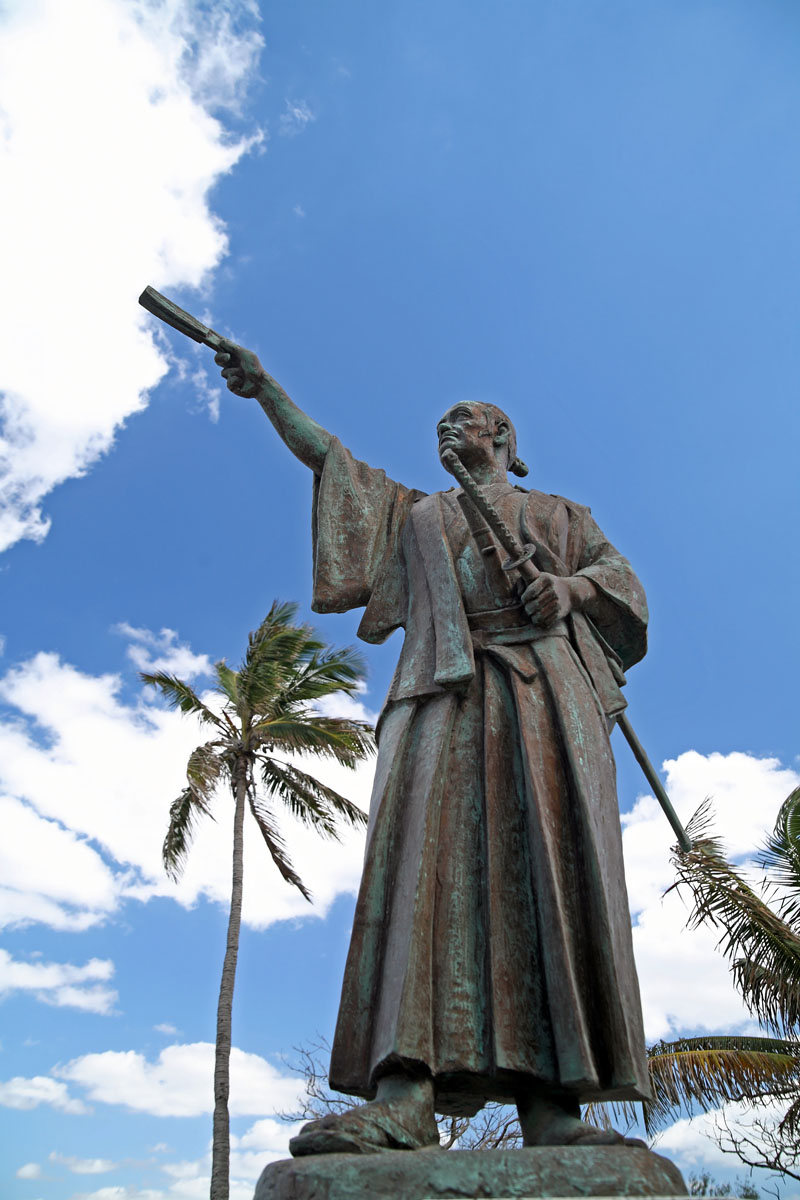
Estatua de Hasekura Tsunenaga en el Parque la Muralla del Castillo de Sendai que se encuentra en el corazón de La Habana Vieja.

### España
Antes de llegar a España, el galeón hizo una breve estancia en La Habana, siendo Hasekura Tsunenaga el primer japonés que visitó Cuba.
La siguiente escala para la misión diplomática era Europa, en la que cruzaron el Océano Atlántico en un galeón español desde Nueva España, llegando a Sanlúcar de Barrameda y siendo recibidos con honores por el duque de Medina Sidonia el 5 de octubre de 1614. Tras una breve estancia, se armaron dos galeras para navegar por el río Guadalquivir, llegando a la localidad sevillana de Coria del Río. A partir de ahí, recorrieron camino a pie y en carrozas hasta Sevilla el 23 de octubre de 1614. Es necesario destacar la estancia de Hasekura y Fray Luis Sotelo, ya no solamente en Coria del Río durante su estancia en Sevilla, sino también en Espartinas. Teniendo en cuenta que su hermano, Diego Caballero de Cabrera era uno de los veinticuatro caballeros de Sevilla, tenía mucho prestigio y poder como para gestionar y organizar el recibimiento de su hermano y la embajada japonesa en Sevilla. Y, aunque es cierto que se alojaron en la localidad sevillana de Coria del Río, tras desembocar desde Sanlúcar de Barrameda en el Guadalquivir, tiene sentido que mientras preparaban la cabalgata y estancia de los japoneses y franciscanos en La Catedral y Alcázar de Sevilla, se hospedaran durante unos días, siete en concreto o diez como mucho, en Espartinas. Debido a que Diego Caballero de Cabrera tenía la Hacienda familiar de Mexina en esta localidad. Y estaba también el Convento de Loreto donde queda constancia de que se alojaron Fray Luis Sotelo, sus compañeros franciscanos y parte de los acompañantes de Hasekura. Por tanto, hay que dejar testimonio de este hecho y tenerlo en cuenta para entender la completitud del recorrido de la Embajada Keicho en Sevilla, y por tanto, España. 
En la capital sevillana, tras cruzar el puente de Triana, que servía como principal acceso a la ciudad en el siglo XVI, se recibió a la embajada con mucho fervor y entusiasmo por la población civil y la nobleza local. Se reunieron con el alcaide y visitaron diversos edificios, entre ellos la Giralda sevillana y el Real Alcázar, donde se hospedaron. Días más tarde, el 27 de octubre de 1614, se dan a conocer las intenciones de la misiva mediante la lectura de una carta escrita por Date Masamune, bordada en oro y adornada con motivos naturales. En ella se daba a conocer el deseo de Masamune por un acuerdo religioso con el Rey para la dispensa de más misioneros, a la par que solicitaba un acuerdo comercial entre España y Japón; y se le regala, como obsequio a la ciudad, una katana y un wakizashi (un par de armas típicamente portadas por los samuráis). Se desconoce el paradero de éstas tras haber sido robadas posteriormente durante la Revolución de 1868.
Tras ser hospedado en Sevilla durante un tiempo y partir de ella, Hasekura pasó por diversas ciudades con la finalidad de llegar a Madrid y así poder tener una real audiencia con Felipe III, rey de España. En concreto, su itinerario lo marcaron ciudades como Córdoba, Toledo y Getafe. 
La embajada llegó finalmente a Madrid el 20 de diciembre de 1614 y recibiendo hospedaje en el monasterio de San Francisco. Acudiendo al Real Alcázar de Madrid el 30 de enero, con la ayuda de Sotelo sirviendo como intérprete, Hasekura mantuvo una audiencia con Felipe III, y le entregó dos cartas: una carta escrita por Hasekura, en la que daba a conocer la aceptación de la fe cristiana; y otra por Masamune, que explicaba cómo llegaría a ser el proceso de comercio en caso de que el Rey respondiese afirmativamente al tratado. En ella se daba constancia de la construcción de nuevos barcos españoles en territorio japonés, el recibimiento de productos y mercancías españolas, y la posibilidad de que los españoles pudieran recibir tierras en Japón. Masamune se ofreció también a aplicar sanciones a los holandeses y portugueses, rivales con los españoles en el archipiélago japonés. Ante todo esto, el Rey respondió que haría lo posible para cumplir sus peticiones.
Como muestra de su fe católica, Hasekura fue bautizado en el Monasterio de las Descalzas Reales de Madrid el 17 de febrero de 1615 por el Arzobispo de Toledo, siendo su padrino el duque de Lerma, valido del Rey, y renombrado como Felipe Francisco Hasekura (Faxecura o Faxicura, según la transliteración del japonés de la época). El nombre Felipe hacía honor al Rey Felipe III; y el nombre Francisco a los franciscanos, orden a la que pertenecía su acompañante Fray Luis Sotelo y una parte de los evangelizadores de Japón en el siglo XVI. Su bautizo, más allá de otorgársele por su propia convicción cristiana, sirvió también para dar imagen de su pertenencia a la religión y de esta forma profundizar los lazos con la Corte española; en especial el Rey, quien debía tener la última palabra.
Una vez que dejaron Madrid, prosiguieron su camino por el resto de la península recorriendo Zaragoza y diversos pueblos, hasta llegar a Barcelona el 3 de octubre de 1615. Esta ciudad fue la última parada en su trayecto por España para embarcar a Roma.

### Francia

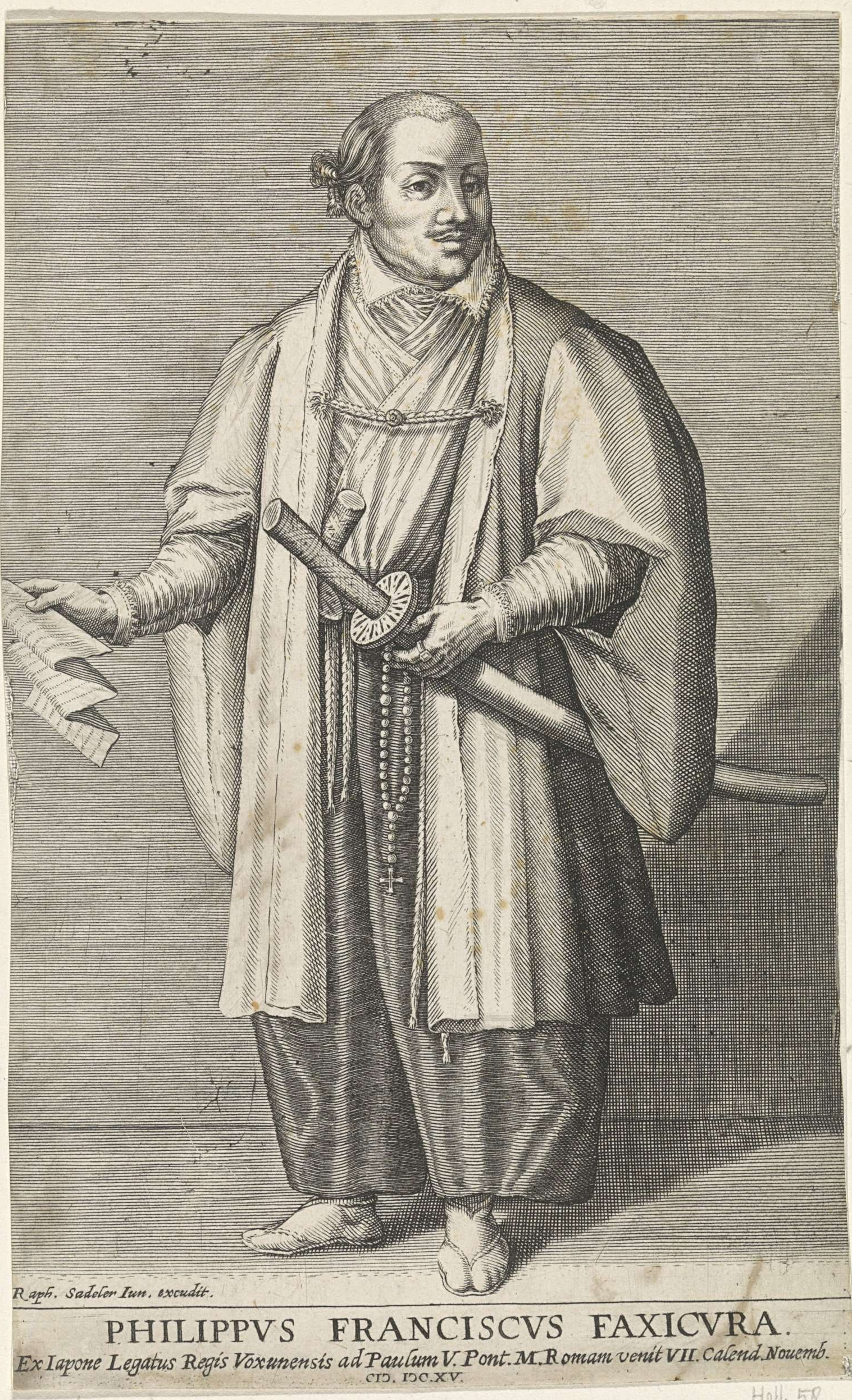
Retrato de Hasekura en un libro europeo del.

Después del viaje a España, la misión se embarcó hacia el Mediterráneo a bordo de tres fragatas hacia Italia. Pero el mal tiempo hizo que echarán anclas en el puerto francés de Saint-Tropez, donde fueron recibidos por la nobleza local y llamaron la atención en el pueblo.
La visita de la misión japonesa fue recopilada en la historia de la ciudad como "Felipe Francisco Faxicura, Embajador al papa de Date Masamunni, Rey de Woxu en Japón".
Algunos detalles pintorescos de estos movimientos fueron recopilados:

Nunca tocaban la comida con sus dedos, sino que usaban dos pequeñas varas que ellos sujetaban con tres dedos.

Soplaban sus narices en papeles de seda suave del tamaño de una mano, que nunca los usaban dos veces, así que ellos los arrojaban al suelo después de usarlos, y estaban contentos de ver a nuestra gente alrededor precipitándose a recogerlos.

Sus espadas cortan tanto que ellos pueden cortar un papel suave poniéndolo sobre el filo y que el viento soplara sobre ellos.

Relaciones de Madame de Saint Tropez, octubre de 1615, Bibliotheque Inguimbertine, Carpentras

La visita de Hasekura a Saint Tropez supuso el primer contacto entre Japón y Francia.

### Italia

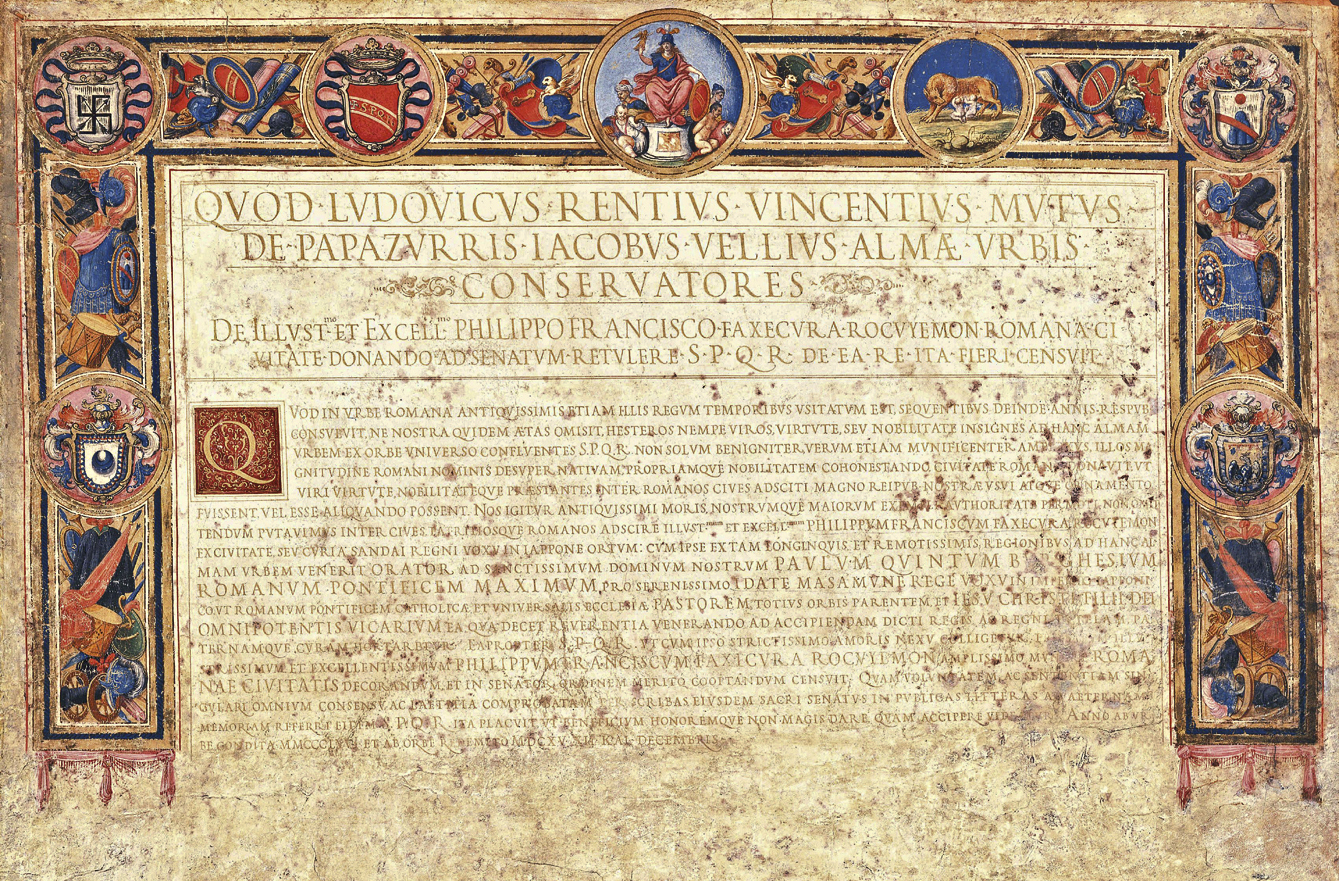
Título de ciudadanía romana otorgado a "Hasekura Rokuemon".

La misión japonesa llegó a Italia, donde podrían conocer al papa Paulo V en Roma en noviembre de 1615. Hasekura envió al papa una atractiva carta conteniendo una solicitud para un tratado de comercio entre Japón y Nueva España y el envío de misioneros cristianos a Japón.
El papa accedió al envío de misioneros, pero dejó la decisión para el intercambio comercial al rey de España. El papa escribió una carta a Date Masamune, de la que una copia es actualmente exhibida en la Ciudad del Vaticano. El Senado Romano también honró a Hasekura con el título de Ciudadano Romano, en un documento que llevó a Japón y que está preservado actualmente en Sendai. El escritor italiano Scipione Amati, que acompañó a la misión entre 1615 y 1616, publicó en Roma un libro titulado Historia del reino de Voxu.
En 1616, el editor francés Abraham Savgarin publicó un relato de la visita de Hasekura a Roma: Récit de l'entrée solemnelle et remarquable faite à Rome, par Dom Phillipe Francois Faxicura ("Relato de la solemne y remarcable entrada a Roma de Dom Philippe Francois Faxicura").

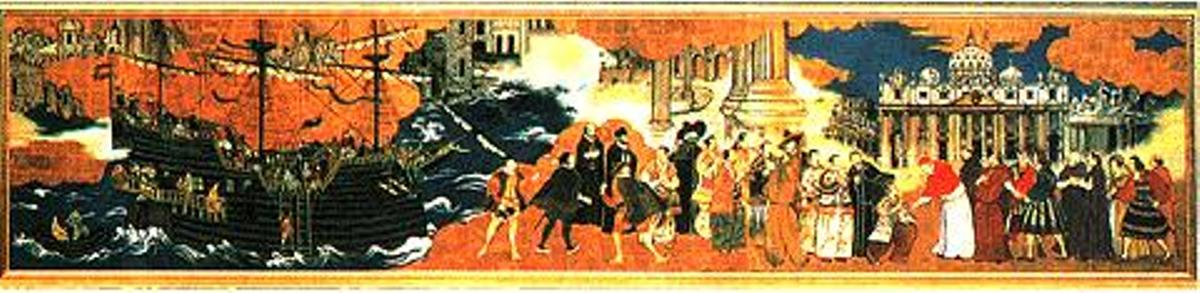
La misión de Hasekura con Paulo V en Roma, 1615. Pintura japonesa del.

### Segunda visita a España
De vuelta a España, en abril de 1616 Hasekura se encontró de nuevo con el rey Felipe III, que declinó firmar el acuerdo comercial, basado en que la misión japonesa ya no aparentaba ser una misión oficial del gobernante japonés Tokugawa Ieyasu, que había promulgado un edicto en enero de 1614 ordenando la expulsión de todos los misioneros del país, y que había empezado la persecución de la fe cristiana en Japón.
Por otra parte, desarrollar esa segunda parte de la estancia en la que se menciona la posibilidad de que se quedaran japoneses en España tras la marcha hacia Roma de Hasekura y Fray Luis Sotelo, que así fue. La embajada se llevó a los participantes más importantes de ésta hacia Italia, pero permanecieron aquí unos 9 japoneses, pertenecientes a la servidumbre de Hasekura, de los que sabemos con firmeza al menos de 4 de ellos, los cuales probablemente quedaron bajo protección de Diego Caballero de Cabrera e hicieron vida trabajando en Sevilla. Esto cobra sentido teniendo en cuenta lo comprometido que estaba D. Diego con la misión realizada por su hermano. Así, probablemente estos japoneses que permanecieron en Sevilla formaron parte del servicio de la familia e instalándose en sus casas sevillanas e incluso en la Hacienda de Mexina durante ciertas temporadas. Nos consta que alguno de estos japoneses se casó, con certidumbre gracias a partidas o expedientes matrimoniales siendo el caso de Juan Agustín Japón con Ana de Barahona o Juan de la Cruz Japón y Gracia de Torres. También tenemos constancia de la muerte de un tal Pedro Japón en Sevilla aproximadamente en 1635, pero carecemos de información sobre matrimonio alguno o partida de bautismo de posible descendencia. 
Curiosamente, hay muchas personas que se apellidan "Japón" en la comarca andaluza de Coria y en otras zonas de España, pero también del mundo.
Dos años después, tras el edicto de Tokugawa Ieyasu, y el periplo por Europa, la embajada partió de vuelta desde Sevilla hacia Nueva España, en junio de 1616. 

### Regreso a Japón

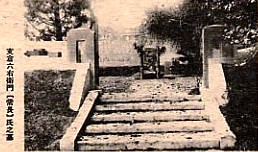
Tumba de Hasekura en Enfuku-ji (1900).

En abril de 1618 el San Juan Bautista llegó a las Filipinas desde Nueva España, con Hasekura y Luis Sotelo a bordo. La nave fue adquirida por los españoles, con el objetivo de construir defensas contra los holandeses. Hasekura regresó a Japón en agosto de 1620.
Para el momento en el que Hasekura regresó, Japón había cambiado drásticamente: se estaban haciendo esfuerzos para erradicar el cristianismo desde 1614, y el país ya se estaba acercando al Sakoku, el período de aislamiento. Debido a estas persecuciones, los acuerdos comerciales con Nueva España que se iban a establecer fueron negados. Al final, su misión tuvo muy pocos resultados. Los relatos de los que viajaron a Europa y América, que habían descrito el gran poder universal español, pudieron haber precipitado al Shōgun Tokugawa Hidetada a romper las relaciones comerciales con España en 1623 y las relaciones diplomáticas en 1624.
Se desconoce lo que le ocurrió a Hasekura en sus últimos años. Algunas versiones afirman que abandonó el cristianismo, otros que fue martirizado por su fe, y otros que practicó el cristianismo en secreto; lo cierto es que sus descendientes sufrieron la persecución religiosa.
Murió en 1622 y tres lugares en Miyagi reclaman como la de tumba de Hasekura; una en las afueras del pueblo Ōsato en el templo Saikō-ji (西光寺), otra en el templo budista de Enfuku-ji (円福寺) en el pueblo Kawasaki y la otra marcada (junto con un memorial a  Sotelo) en el cementerio del templo de Kōmyō-ji (光明寺) en Kitayama Aoba-ku (Sendai).

## Cuarto centenario de la Embajada Keicho-Hasekura

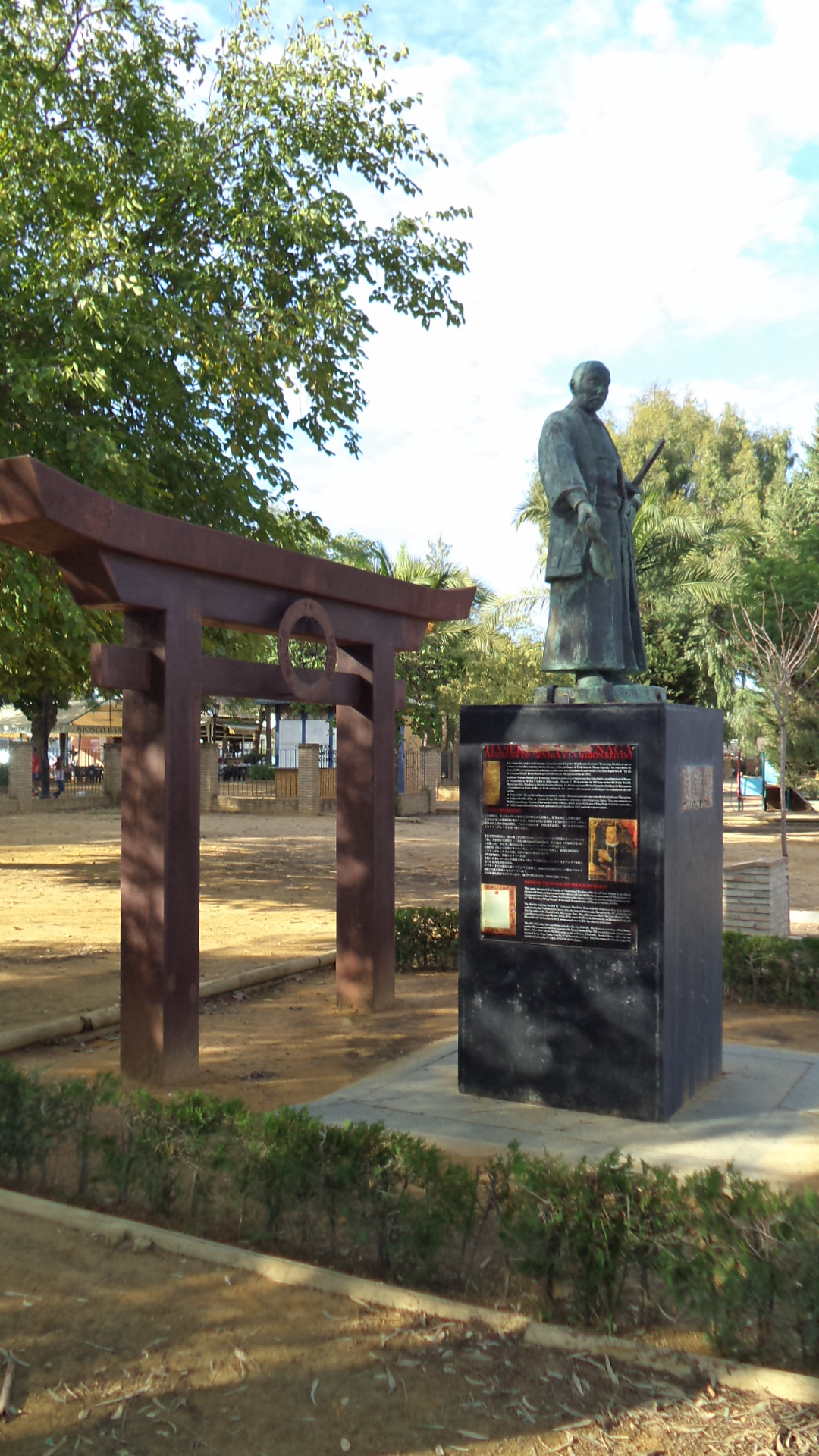
Arco Torii y estatua de Hasekura Tsunenaga en Coria del Río (España). Regalo del gobierno de la ciudad japonesa de Sendai a Coria en 1992.

En junio de 2013, con ocasión del cuarto centenario de la Embajada Keicho-Hasekura, el príncipe Naruhito realizó una visita a España, poniendo en marcha bajo la presidencia honorífica del Príncipe de Asturias y del Príncipe Heredero de Japón, el Año Dual España-Japón. Durante la visita, el príncipe nipón recaló en Coria del Río, lugar de paso destacado de la Embajada, entre otras localidades.

## Repercusión cultural

### Discografía
El compositor y músico de shakuhachi Rodrigo Rodríguez le dedicó el disco "The Road of Hasekura Tsunenaga" publicado en el año 2013.

### Filmografía
Gisaku (2005) de Baltasar Pedrosa Clavero. Largometraje animado basado en la misión de Hasekura Tsunenaga.

### Literatura
El escritor japonés Shusaku Endo en 1980 publicó la novela El Samurái, la cual noveliza la misión de Hasekura Tsunenaga tomándose licencias creativas para el desarrollo de la historia.
El escritor sevillano José María Sánchez-Ros publicó en 2013 la novela "El insólito viaje del Samurái Hasekura", en la que describe con detalle la embajada en un hábil entramado de historia y ficción.